# خليفة علي
خليفة علي سعد الشيباني (مواليد 19 نوفمبر 2000) لاعب كرة قدم إماراتي يجيد اللعب كمهاجم لعب سابقاُ مع نادي عجمان في دوري الخليج العربي الإماراتي .